# Psalmodikon

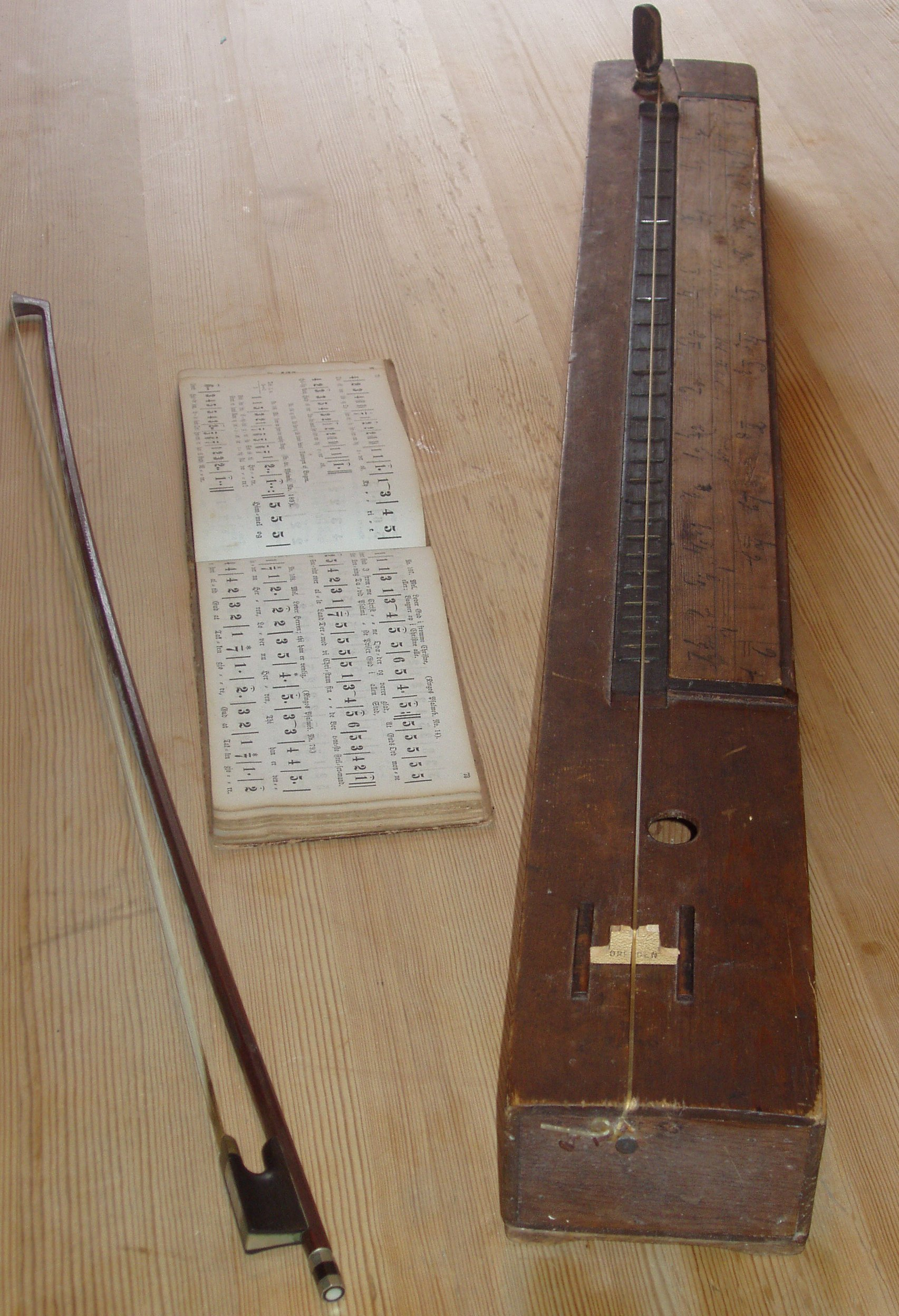
Psalmodikon mit Bogen

Ein Psalmodikon (auch Psalmodicon, Salmodikon) ist eine einsaitige Griffbrettzither, die ihren Ursprung in den skandinavischen Ländern Norwegen, Schweden und Finnland hat. Das Psalmodikon wurde vorrangig für geistliche Musik verwendet und profanen Instrumenten wie Geige und Blasinstrumenten vorgezogen. Es war einfach und billig herstellbar und leicht erlernbar.
Die Erfindung wird meist dem Pastor Johan Dillner (1785–1862) zugeordnet, was aber von vielen Stellen angezweifelt wird. Unstrittig ist, dass Dillner sehr zur Verbreitung des Instruments beitrug und sehr viel Literatur dazu verfasste.

## Bauform
Auf einem kastenförmigen, unten offenen Resonanzkörper (meist einfache Bretter) wurde über einen Steg (Saiteninstrument) und einen Sattel (Saiteninstrument) mit einer einfachen Mechanik eine Saite aus Schnur, Darm oder Stahl gespannt.
Unterhalb der Saite befand sich eine Art „Griffbrett“ in Form einer sägezahnförmigen Leiste, die das Greifen von Halbtönen (chromatische Tonstufung) ermöglichte. Üblich waren 20–25 Stufen.
Die Saite konnte gezupft oder mit einem Bogen zum Klingen gebracht werden.
Für den praktischen Gebrauch waren die Stufen in dem „Griffbrett“ mit Zahlen oder Buchstaben (oft durch aufgeklebtes Papier) bezeichnet, die den Worten eines Liedes (Psalms) zugeordnet waren. So konnte der Spieler ohne Notenkenntnis die dem Text zugeordnete Melodie spielen, erhören und singen.
Neben der ursprünglichen einsaitigen Form waren auch zwei- und dreisaitige Instrumente im Einsatz, die über zusätzliche Resonanzsaiten verfügen konnten.

## Ähnliche Instrumente
- Monochord
- Scheitholt